# 科爾陶科

科爾陶科（西班牙語：Coltauco），是智利的城鎮，位於該國中部奧伊金斯將軍解放者大區的卡查波阿爾省，始建於1899年9月1日，面積224.7平方公里，海拔高度244米，2012年人口17,918人，人口密度每平方公里80人。
34°18′0″S 71°6′0″W / 34.30000°S 71.10000°W